# Sporting Club Chabab Mohammédia
Maillots
Actualités
Le Sporting Club Chabab Mohammédia (en arabe : نادي سبورتينغ شباب المحمدية), plus couramment abrégé en SCC Mohammédia, est un club marocain omnisports fondé le 25 avril 1948 et basé dans la ville de Mohammédia, dont sa section de football est la plus connue évolue actuellement en Botola Pro1.

## Histoire
Fondé le 25 avril 1948 dans la ville de Fédala en Empire chérifien, pendant le Protectorat français au Maroc, après la disparition de l'ancien club de la ville le Fédala Sports, le nouveau club du Sporting a commencé à évoluer en première division du championnat du Maroc.
Le SCCM a vécu ses jours de gloire dans les années 1970 et 1980. La sélection nationale marocaine qui a remporté la seule Coupe d'Afrique des Nations en 1976 était composée essentiellement de joueurs du Chabab de Mohammedia. L'équipe a vu évoluer plusieurs internationaux marocains tels que le Ballon d'or africain, Ahmed Faras.
Né le 7 décembre 1946 à Mohammédia, Faras est un footballeur international marocain qui évoluait au poste d'attaquant au Sporting Club Chabab Mohammedia, et évoluait au sein de l'équipe du Maroc de football de 1965 à 1979. Il a porté le brassard de capitaine pendant huit années consécutives à partir de 1971.
Sur le plan international, Ahmed Faras a participé à la Coupe du Monde de football de 1970 au Mexique et aux Jeux Olympiques d'été de 1972 à Munich avant de mener son équipe à la victoire lors de la Coupe d'Afrique des nations de football 1976. Il est le premier joueur marocain à avoir remporté le ballon d'or africain en 1975, et il reste à ce jour le meilleur buteur de l'équipe du Maroc de football avec 42 réalisations. Il a remporté le championnat du Maroc de football en 1980 et termina meilleur buteur du championnat en 1969 et en 1973. L'attaquant marocain a pris sa retraite en 1982, après avoir passé un total de 17 années au Sporting Club Chabab Mohammedia.

## Palmarès
| Compétitions nationales | Compétitions internationales                                         |
| - Botola Pro1 (1): - Champion: 1979/80 - Botola Pro2 (2): - Champion: 1992/93, 2019/20 - Botola Amt1 (2): - Champion: 1957/58, 2018/19 - Coupe du Trône (1): - Vainqueur: 1974/75 - Finaliste: 1948/49, 1971/72, 1978/79 et 1998/99 - Supercoupe du Maroc (2): - Vainqueur: 1975, 1980 | - Coupe des coupes de l'UMF (1): - Vainqueur: 1973 - Finaliste: 1975 |

## Personnalités du club

### Présidents
Le président actuel du club est Nassiri Oussama,

### Directeur technique
- karouane Sidi Mohammed